# Белмонте (Португалія)
Белмо́нте (порт. Belmonte; МФА: [bɛɫ.ˈmõ.tɨ], Белмо́нти) — муніципалітет і містечко в Португалії, в окрузі Каштелу-Бранку. Розташований у східній частині країни, на теренах історичної португальської провінції Бейра. Належить до Порталегрівсько-Каштелу-Бранківської діоцезії Католицької церкви в Португалії. Права міського самоврядування має з 1211 року. Поділяється на 4 парафії. За адміністративним поділом, чинним до 1976 року, був складовою провінції Нижня Бейра. Площа муніципалітету — 118,76 км², населення муніципалітету — 6859 ос. (2011); густота населення — 57,76 осіб/км²
. Патрон — святий Яків Старший. Святковий день муніципалітету — 26 квітня. Поштовий індекс — 6250.  Код місцевої адміністративної одиниці — 0501. Складова статистичного регіону Центр.

## Географія
Белмонте розташоване на сході Португалії, на півночі округу Каштелу-Бранку.
Белмонте межує на півночі з муніципалітетом Гуарда, на сході — з муніципалітетом Сабугал, на південному сході — з муніципалітетом Фундан, на заході — з муніципалітетом Ковілян.

## Історія
1199 року португальський король Саншу I надав Белмонте форал, яким визнав за поселенням статус містечка та муніципальні самоврядні права.

## Населення
| Кількість мешканців | Кількість мешканців | Кількість мешканців | Кількість мешканців | Кількість мешканців | Кількість мешканців | Кількість мешканців | Кількість мешканців | Кількість мешканців | Кількість мешканців | Кількість мешканців | Кількість мешканців | Кількість мешканців | Кількість мешканців | Кількість мешканців |
| ------------------- | ------------------- | ------------------- | ------------------- | ------------------- | ------------------- | ------------------- | ------------------- | ------------------- | ------------------- | ------------------- | ------------------- | ------------------- | ------------------- | ------------------- |
| 1864                | 1878                | 1890                | 1900                | 1911                | 1920                | 1930                | 1940                | 1950                | 1960                | 1970                | 1981                | 1991                | 2001                | 2011                |
| 4 743               | 5 239               | 5 694               | 6 573               | 7 261               | 7 362               | 8 190               | 9 572               | 9 848               | 9 109               | 6 522               | 6 765               | 7 411               | 7 592               | 6 859               |

## Парафії
- Белмонте
- Інгіаш
- Карія
- Колмеал-да-Торре
- Масайняш

## Уродженці
- Педру Алваріш Кабрал — відкривач Бразилії.